# Caudalia
Caudalia is een monotypisch geslacht van spinnen uit de  familie van de Prodidomidae.

## Soort
- Caudalia insularis Alayón, 1980